# Lipnica Górna (Basses-Carpates)
Pour les articles homonymes, voir Lipnica Górna.
Lipnica Górna est une localité polonaise de la gmina de Skołyszyn, située dans le powiat de Jasło en voïvodie des Basses-Carpates.